# Dokumentární inkaso
Dokumentární inkaso (angl. documentary collection) je zvláštní druh bezhotovostního inkasa, při němž banka vývozce zprostředkuje i dodání dalších obchodních dokumentů příjemci prostřednictvím jeho banky. Dokumenty, například fakturu, pojistky atd., které příjemci (dovozci) umožní dodané zboží proclít a dále s ním disponovat, banka příjemci ovšem vydá až po zaplacení pohledávky. Dokumentární inkaso se tak podobá zasílání zboží na dobírku, ovšem s tím rozdílem, že při dobírce dostává odběratel přímo zboží, kdežto při dokumentárním inkasu jen příslušné doklady.

## Postup
Exportér či dodavatel, který odeslal zboží příjemci, odešle prostřednictvím své banky nejen svoji pohledávku, ale i další obchodní dokumenty, které příjemci teprve umožní s dodávkou disponovat. Jedná se především o dokumenty, které vyžaduje celní správa země určení (příjemce), například o fakturu dodavatele. Ve snaze snižovat daně a celní poplatky se totiž vývozci i dovozci často snaží hodnotu dodávky podfakturovat, tj. podvodně podhodnotit. Proto celní správy často vyžadují právě původní faktury jako svědectví o skutečně zaplacené ceně dodávky. Banka dovozce mu tyto dokumenty vydá až po zaplacení dodávky (angl. documents against payment, D/P), případně přijetí směnky (angl. documents against acceptance, D/A) nebo předložení potvrzení o protidodávce.

## Výhody a nevýhody
Pro dovozce je dokumentární inkaso výhodné proto, že dokládá odeslání zboží ze zahraničí a že jím může okamžitě po zaplacení disponovat. Výhoda pro vývozce je v tom, že může se zbožím disponovat až do zaplacení. Hlavní riziko pro vývozce představuje nebezpečí, že dovozce zboží odmítne. Tím vývozci vzniknou další skladovací a dopravní náklady, proti nimž se vývozci obvykle pojišťují.